# Macbeth (film, 1948)
Pour les articles homonymes, voir Macbeth.
Pour plus de détails, voir Fiche technique et Distribution.
Macbeth est un film américain  réalisé par Orson Welles en 1948, d'après la pièce de William Shakespeare.

## Synopsis

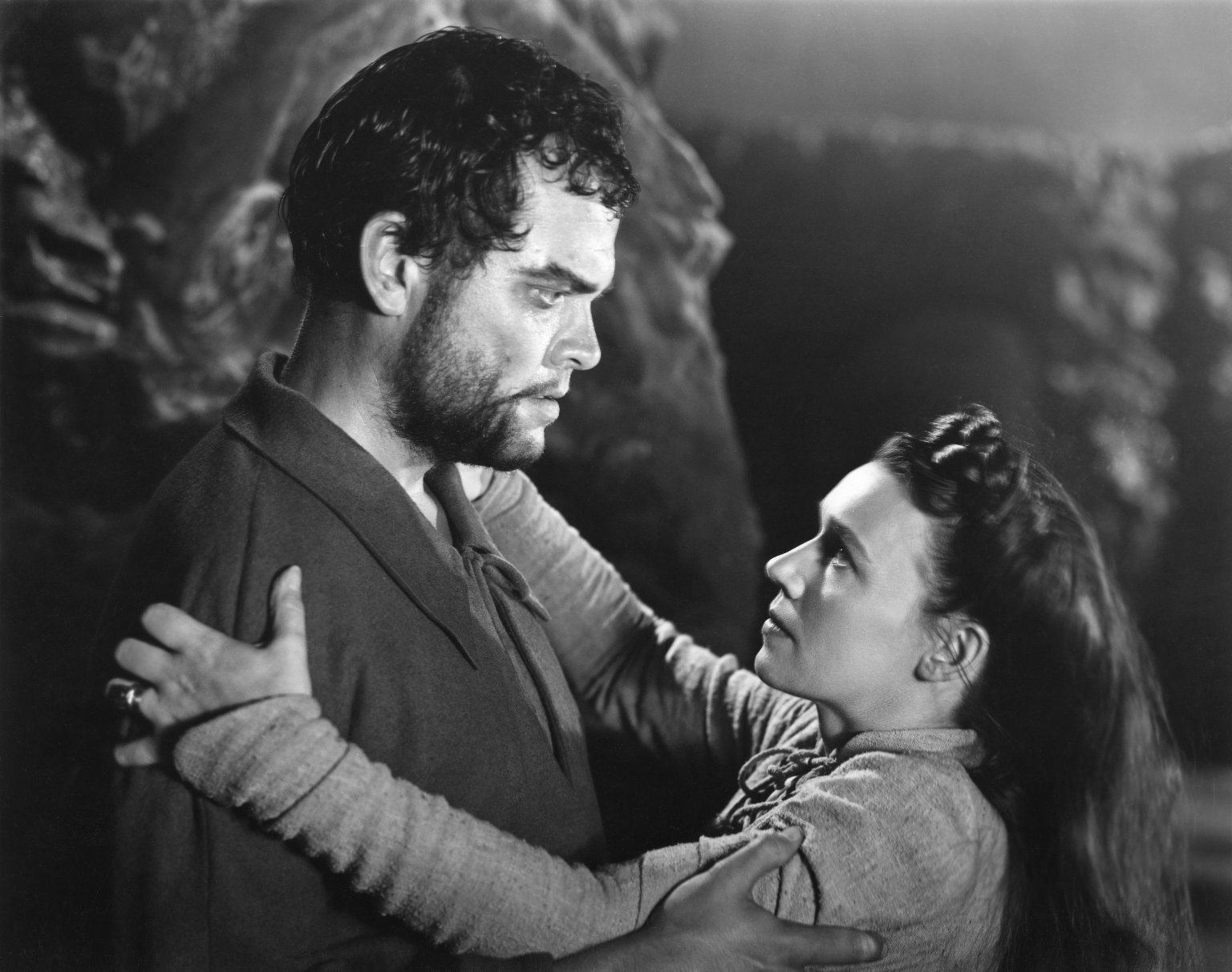
Orson Welles et Jeanette Nolan.

La prise du pouvoir par Macbeth, roi d'Écosse, et son destin fatal.

## Fiche technique
- Titre original : Macbeth
- Réalisation : Orson Welles
- Scénario : Orson Welles (adaptation non créditée)
- Histoire : William Shakespeare, d'après sa pièce éponyme
- Production : Orson Welles (non crédité). Richard Wilson (associé)
- Producteur exécutif : Charles K. Feldman
- Société de production : Mercury Productions
- Société de distribution : Republic Pictures (Usa), Les Films Fernand Rivers (France)
- Direction artistique : Fred A. Ritter
- Musique : Jacques Ibert
- Photographie : John L. Russell (directeur de photographie)
- Montage : Louis Lindsay
- Costumes : 
  - Hommes : Orson Welles (superviseur non crédité), Fred A. Ritter (non crédité)
  - Femmes : Adele Palmer
- Maquillage : Bob Mark (superviseur)
- Budget : 75 000 $ US[1]
- Pays d'origine :  États-Unis
- Année : 1948
- Langue originale : anglais
- Format : noir et blanc – 35 mm – 1,37:1 – mono (RCA Sound System)
- Genre : drame
- Durée  : 107 minutes. 114 minutes (restauration)
- Dates de sortie : 
  -  États-Unis : 1er octobre 1948
  -  France : 23 juin 1950

## Distribution
- Orson Welles : Macbeth
- Jeanette Nolan : Lady Macbeth
- Dan O'Herlihy : Macduff
- Edgar Barrier : Banquo
- Roddy McDowall : Malcolm
- Alan Napier : un saint homme
- Erskine Sanford : Duncan
- John Dierkes : Ross
- Keene Curtis : Lennox

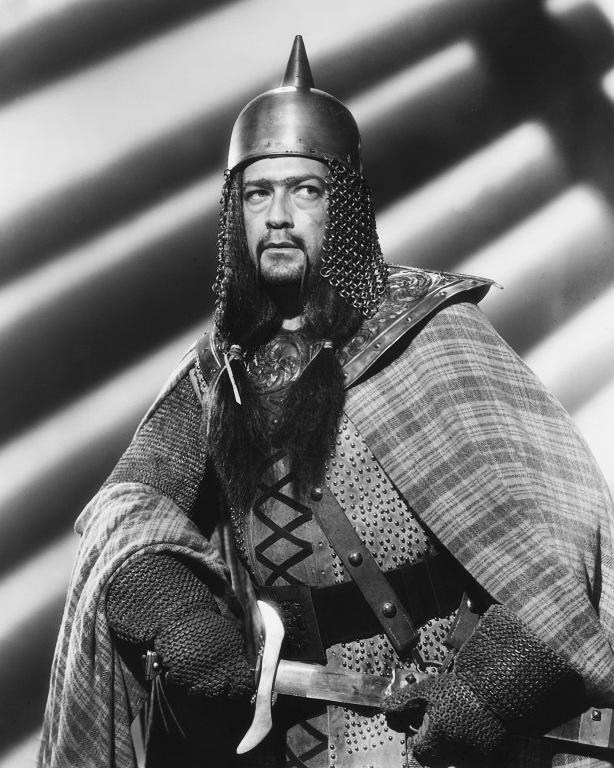
Edgar Barrier dans le rôle de Banquo.

- Peggy Webber : Lady Macduff / une sorcière
- Christopher Welles : le fils de Macduff
- Lurene Tuttle : une dame de la Cour / une sorcière
- Brainerd Duffield : le premier assassin / une sorcière
- William Alland : le deuxième assassin
- Morgan Farley : le docteur
- Gus Schilling : le gardien du château de Macbeth

## Réception
Cette section ne s'appuie pas, ou pas assez, sur des sources secondaires ou tertiaires indépendantes du sujet. Le texte peut contenir des analyses inexactes ou inédites de sources primaires.
Pour l'améliorer, ajoutez-en, ou placez des modèles {{Source secondaire souhaitée}} ou {{Source secondaire nécessaire}} sur les passages mal sourcés. (septembre 2021)
Le film a été un échec commercial et critique à sa sortie en salles en 1948 dans les pays anglo-saxons. La critique lui reprochait l'accent écossais que les acteurs imitaient, rendant les dialogues inintelligibles. Dans les pays non anglophones et en particulier en France où le problème n'existait pas en raison du doublage ou du sous-titrage, le film a été un succès, tant critique que commercial. La version DVD du film n'est pour cette raison disponible qu'en Europe continentale.
On remarquera à ce propos que dans  Le Troisième Homme de Carol Reed, chaque personnage est caractérisé par sa voix et son accent particulier américain (Harry Lime), anglais (populaire ou lettré), irlandais, allemand ou tchèque, etc.

## Analyse de l'œuvre
- Si vous ne connaissez pas le sujet, laissez ce bandeau (vous pouvez alors contacter les auteurs).
- Si vous supprimez le contenu mis en cause (vous pouvez préalablement contacter les auteurs),

argumentez précisément cette suppression dans la page de discussion
(un manque de référence n'est pas un argument ; une recherche réelle de référence doit avoir été effectuée, être formellement documentée).
Macbeth reprend la mise en scène de la pièce de théâtre montée par Welles avec sa compagnie du Mercury Theatre (en). D'après les prédictions des trois sœurs (les sorcières), Macbeth doit devenir roi sans héritier. Incapable de résister aux forces de la nuit, Macbeth est un esprit faible devant sa femme Lady Macbeth qui elle, lui organise la machination machiavélique pour tuer le roi et accéder au pouvoir. S'il parvient au trône par le sang, Macbeth est pris de remords se sentant démasqué. Il sombre dans la folie voyant les spectres du roi et de Banco attablés à son banquet de couronnement, sous les incantations de sa femme "What is done can't be undone" (ce qui est fait est fait) qui tente de le ramener à la raison alors qu'il répète sans fin "blood appeals blood" ("le sang appelle le sang").
La mise en scène n'hésite pas devant les effets grandiloquents et fantastiques, dans un décor de château moyenâgeux en carton-pâte sur un plateau de studio. Orson Welles lui-même joue des yeux écarquillés et des profondeurs de champ pour donner aux scènes de folie un expressionnisme muet qui semble une réponse à Ivan le Terrible d'Eisenstein. Ainsi ces décors rugueux, sauvages et expressionnistes ainsi que ces effets cinématographiques grandioses (plongée, contre-plongée et profondeur de champ) évitent au film de tomber dans l'académisme des lectures habituelles de Shakespeare, à l'époque notamment celles de Laurence Olivier. Les scènes de folie, grâce à l'interprétation de Jeanette Nolan (Lady Macbeth) – dont la scène de la main – sont particulièrement réussies ainsi que la scène finale de la forêt en marche.
On se reportera au Perceval le Gallois d'Éric Rohmer pour retrouver une telle imbrication entre convention théâtrale et cinéma.